# Gregory Yong Sooi Ngean
Gregory Yong Sooi Ngean (1925 - 2008; Hán tự:楊瑞元; tiếng Việt:Dương Thụy Nguyên) là một Giám mục người Malaysia của Giáo hội Công giáo Rôma. Ông nguyên là Tổng giám mục chính tòa Tổng giáo phận Singapore, thuộc Singapore và Chủ tịch Hội đồng Giám mục Malaysia, Singapore và Brunei trong hai giai đoạn từ 1980 - 1987 và 1990 - 1994. Trước đó, ông còn đảm trách vị trí Giám mục chính tòa Giáo phận Penang, thuộc Malaysia.

## Tiểu sử
Tổng giám mục Gregory Yong Sooi Ngean sinh ngày 20 tháng 5 năm 1925 tại Batu Gajah, thuộc Malaysia. Sau quá trình tu học dài hạn tại các chủng viện theo quy định của Giáo luật, ngày 3 tháng 12 năm 1951, Phó tế Ngean, 26 tuổi, tiến đến việc được truyền chức linh mục.
Sau 17 năm thực thi các hoạt động mục vụ trên cương vị là một người linh mục, ngày 9 tháng 4 năm 1968, tin tức từ Tòa Thánh loan báo việc Giáo hoàng đã tuyển chọn linh mục v, 43 tuổi, gia nhập vào hàng ngũ các Giám mục, cụ thể với chức vị Giám mục chính tòa Giáo phận Penang. Lễ tấn phong cho vị giám mục tân cử được tổ chức sau đó vào ngày 1 tháng 7 cùng năm, với phần nghi thức chính yếu được cử hành bởi 3 giáo sĩ cấp cao. Chủ phong cho vị giám mục tân cử là Tổng giám mục Michel Olçomendy, M.E.P., Tổng giám mục Tổng giáo phận Malacca-Singapore. Hai vị còn lại với vai trò phụ phong, gồm có Tổng giám mục Michael Kien Samophithak, Tổng giám mục Tổng giáo phận Thare and Nonseng và Giám mục Dominic Aloysius Vendargon, Giám mục chính tòa Giáo phận Kuala Lumpur.
Sau chín năm được chọn và tấn phong, ngày 3 tháng 2 năm 1977, Tòa Thánh thông tin việc đã quyết định thuyên chuyển Giám mục Gregory Yong Sooi Ngean đến nhiệm sở mới là Tổng giáo phận Singapore, với danh vị Tổng giám mục chính tòa. Tân Tổng giám mục đã đến nhận ngai tòa giáo phận này sau đó vào ngày 2 tháng 4 cùng năm.
Sau hơn 23 năm cai quản Giáo phận duy nhất của đất nước Singapore trên cương vị là một Tổng giám mục, ngày 14 tháng 10 năm 2000, Tòa Thánhcho biết đã chấp thuận đơn từ nhiệm của Tổng giám mục Ngean, vì lí do tuổi tác theo Giáo luật.
Ngày 28 tháng 6 năm 2008, Tổng giám mục Ngean qua đời, sau 57 năm linh mục và 40 năm giám mục.
Ngoài các chức vụ chính thức do Tòa Thánh bổ nhiệm, Tổng giám mục Ngean còn kiêm nhiệm thêm vị trí Chủ tịch Hội đồng Giám mục Malaysia, Singapore và Brunei trong hai khoảng thời gian riêng biệt là từ năm 1980 đến năm 1987 và từ năm 1990 đến năm 1994.